# Meissen (ciutat de Saxònia)
Meissen és la capital del districte de Meißen de l'estat de Saxònia,

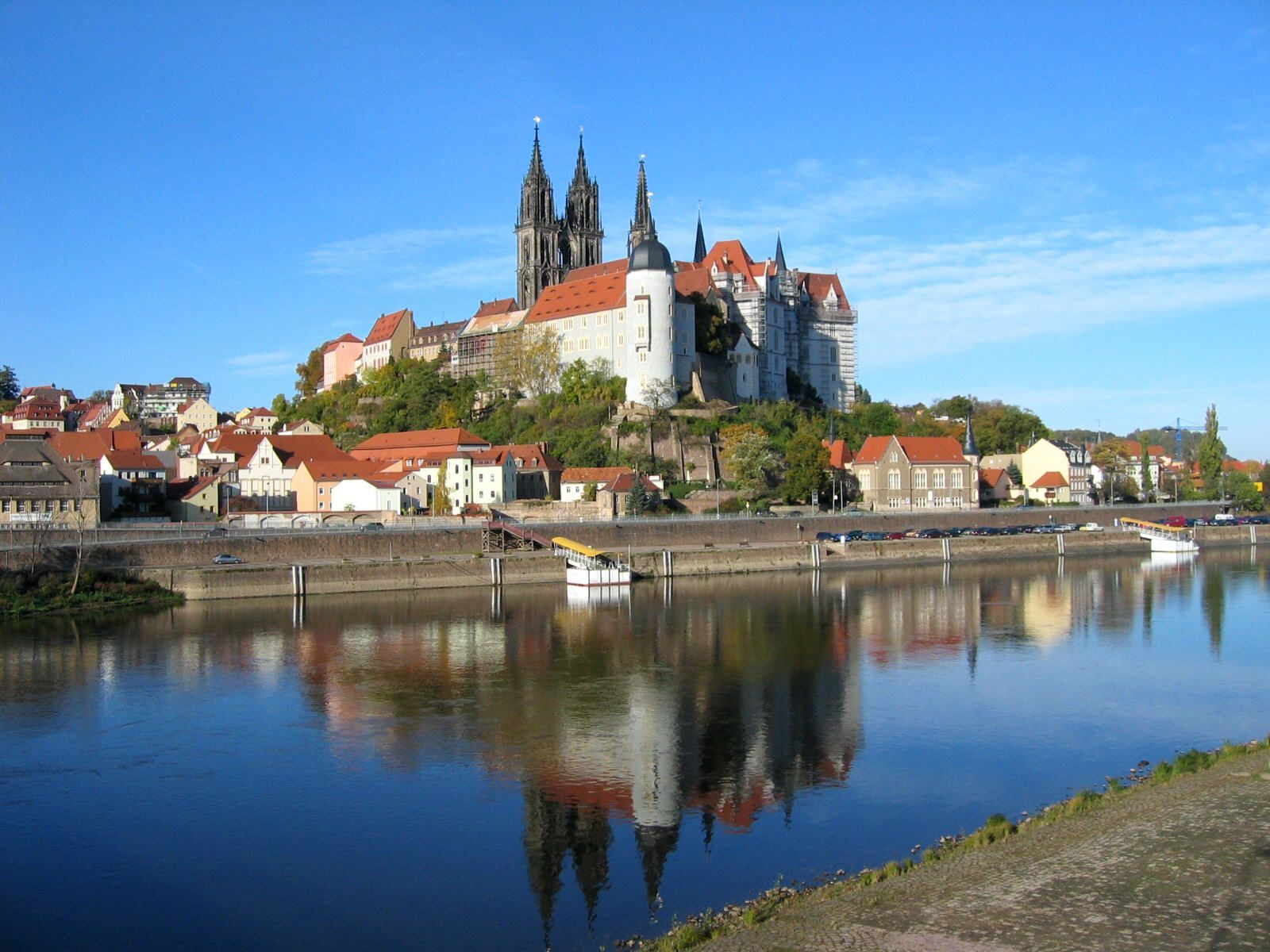
Meißen
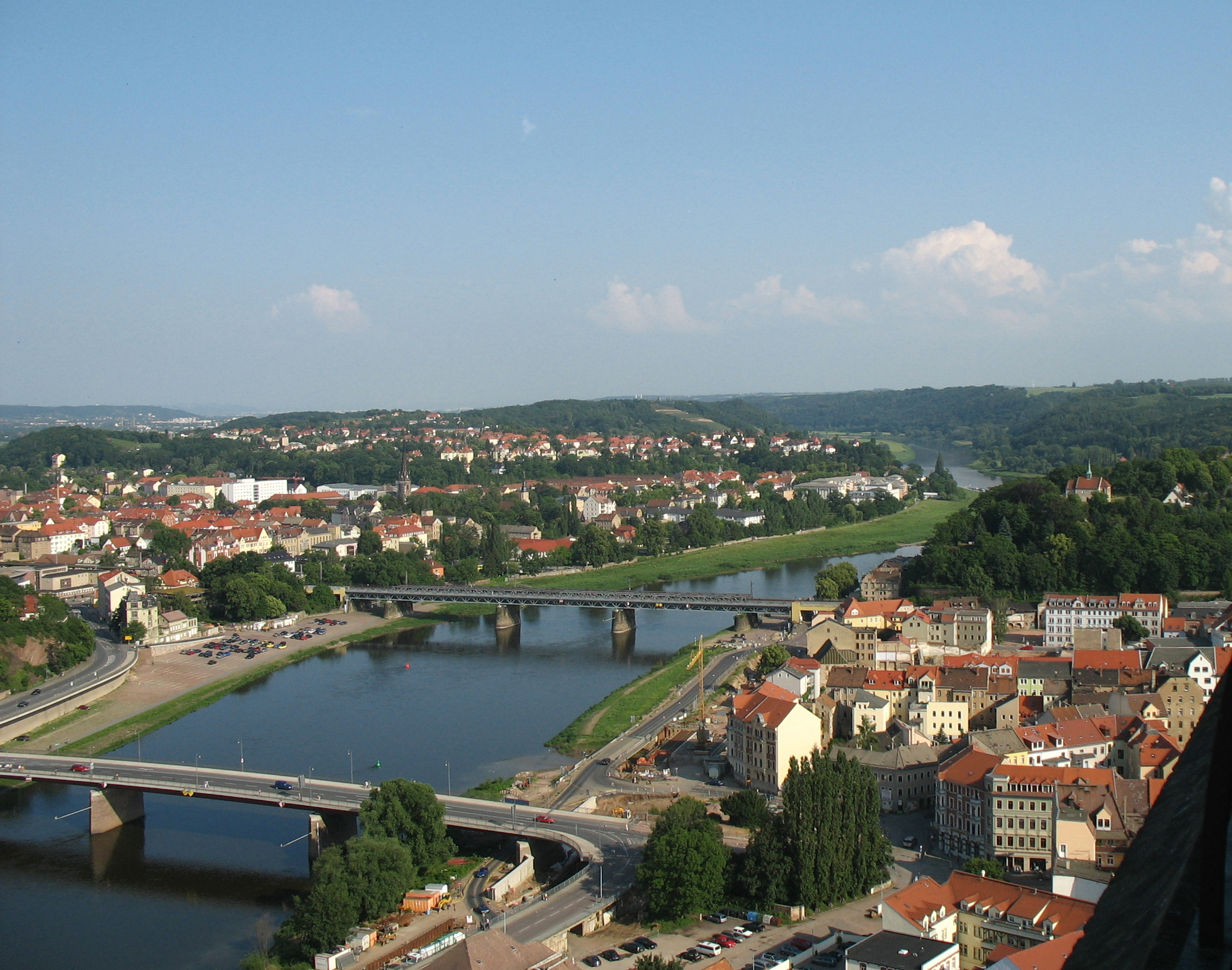
Vista des de la torre de la catedral.
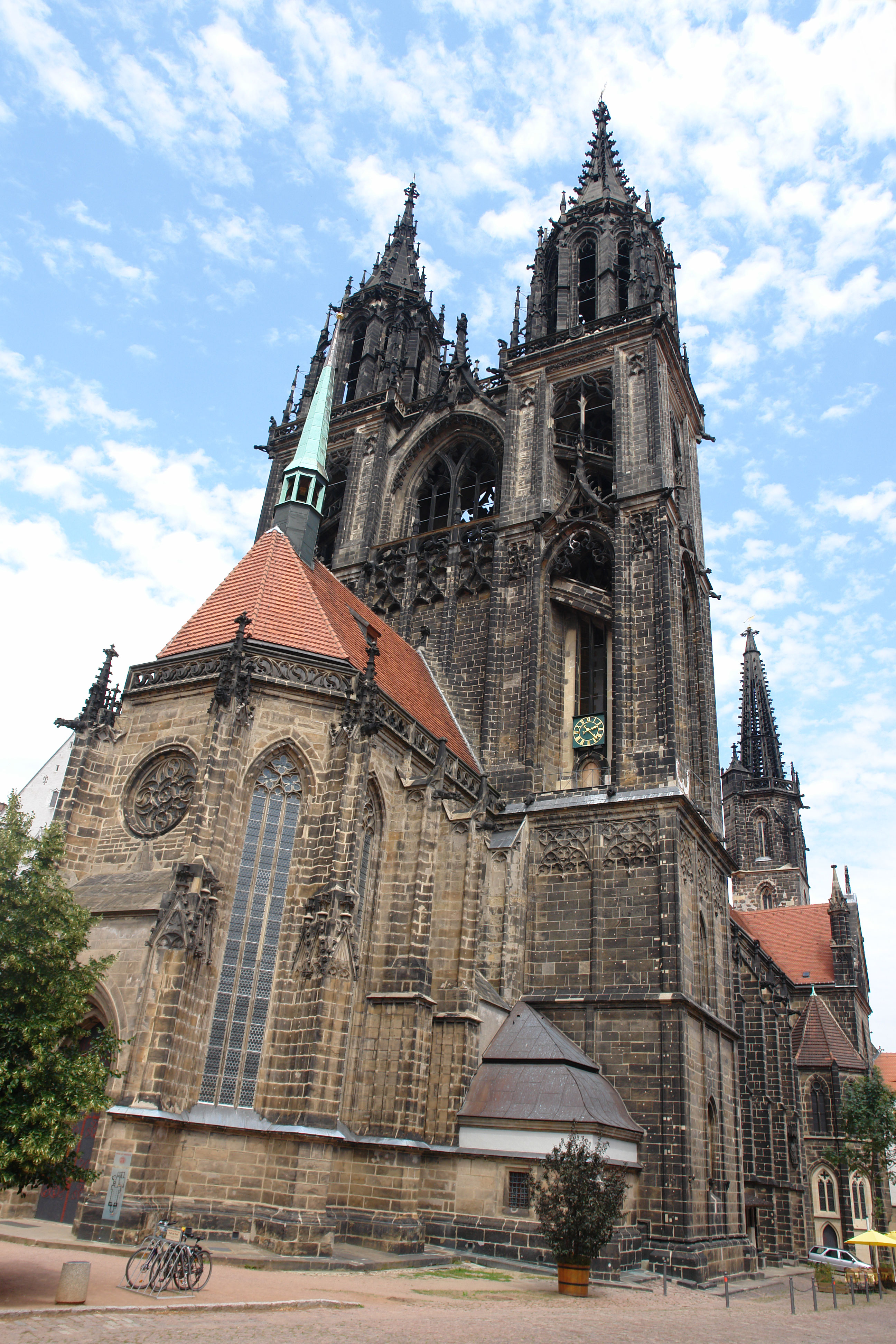
La catedral.
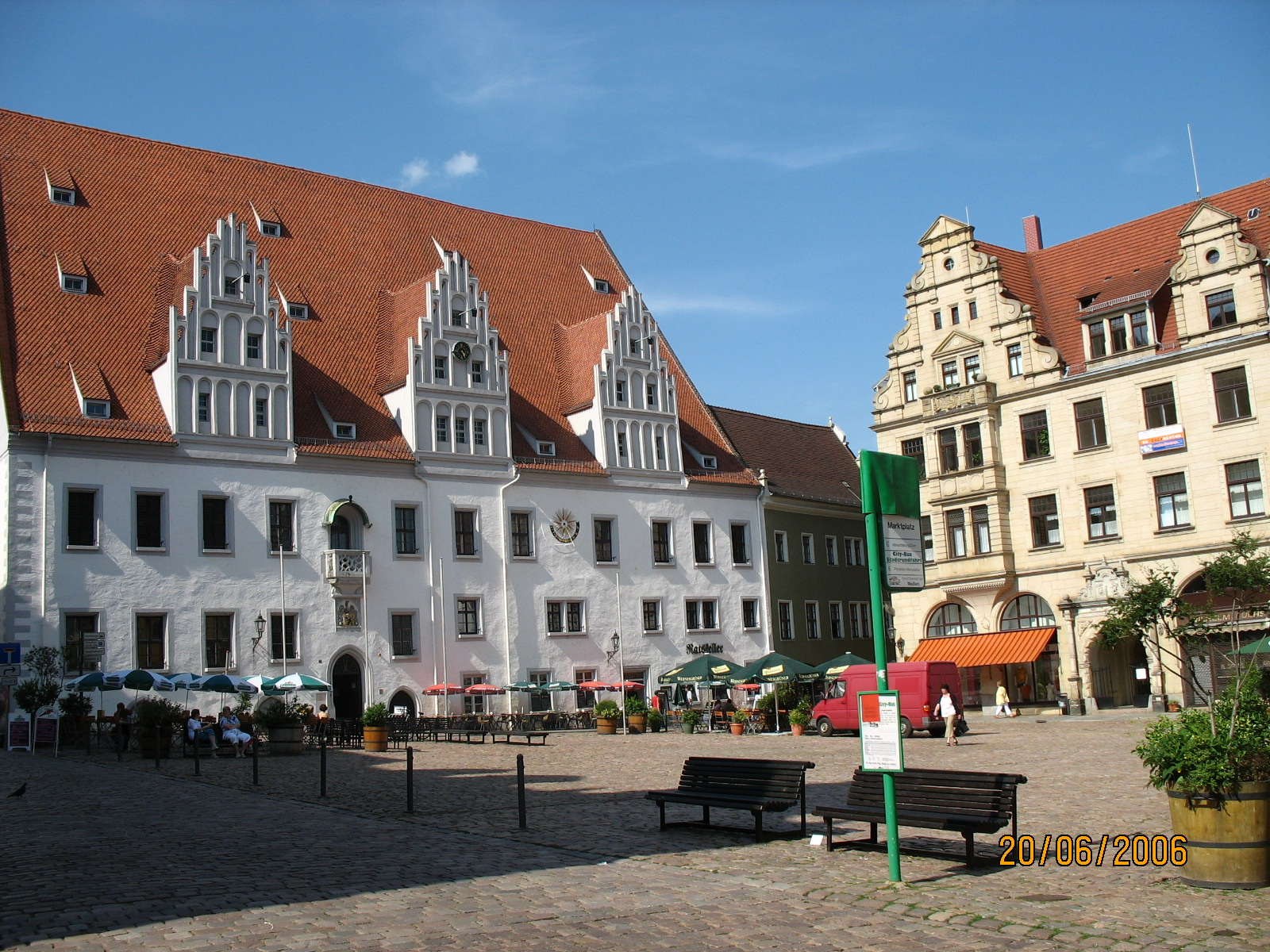
Plaça del mercat i ajuntament.
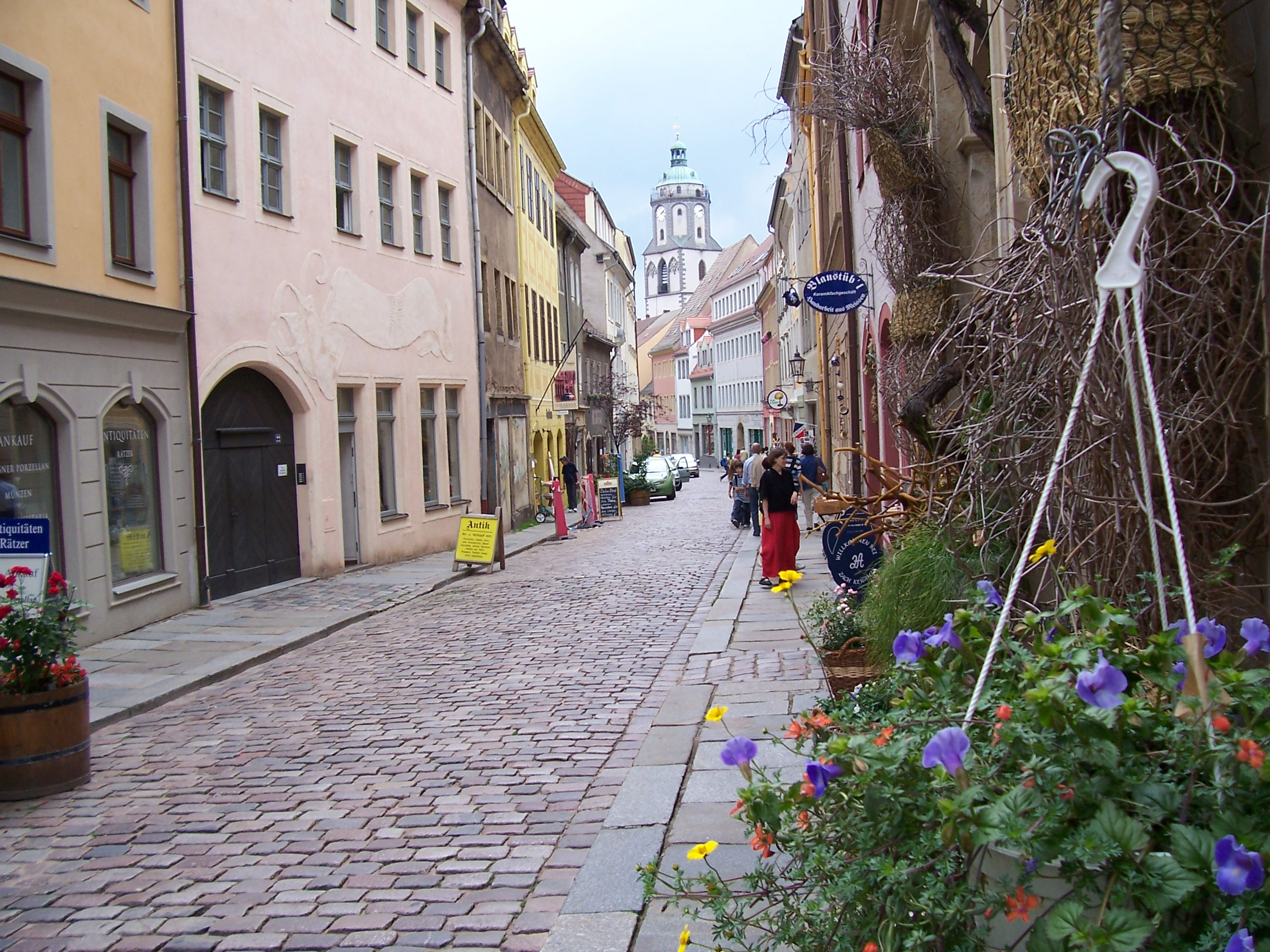
La Burgstraße amb la Frauenkirche al fons.
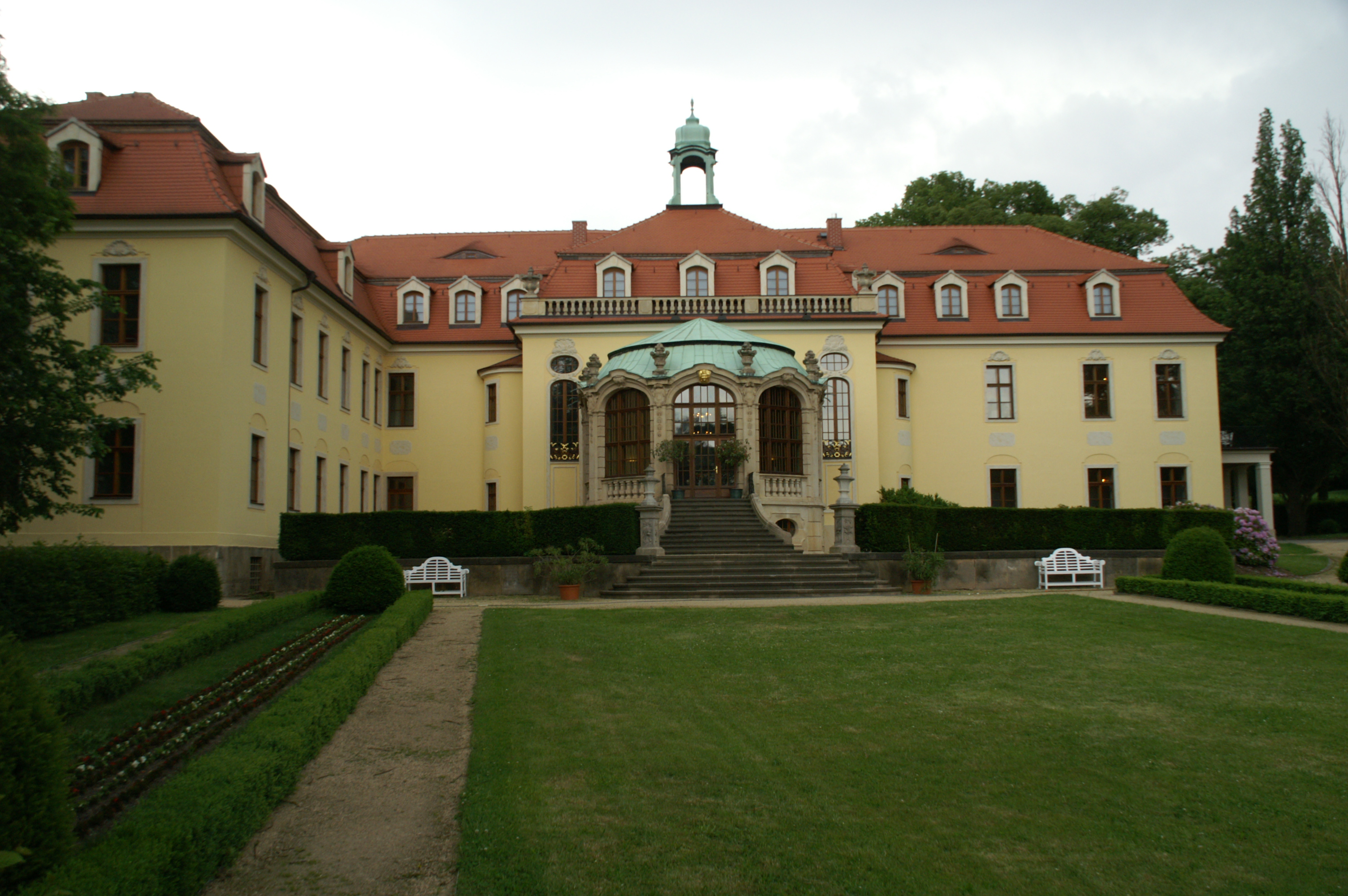
Castell de Proschwitz.
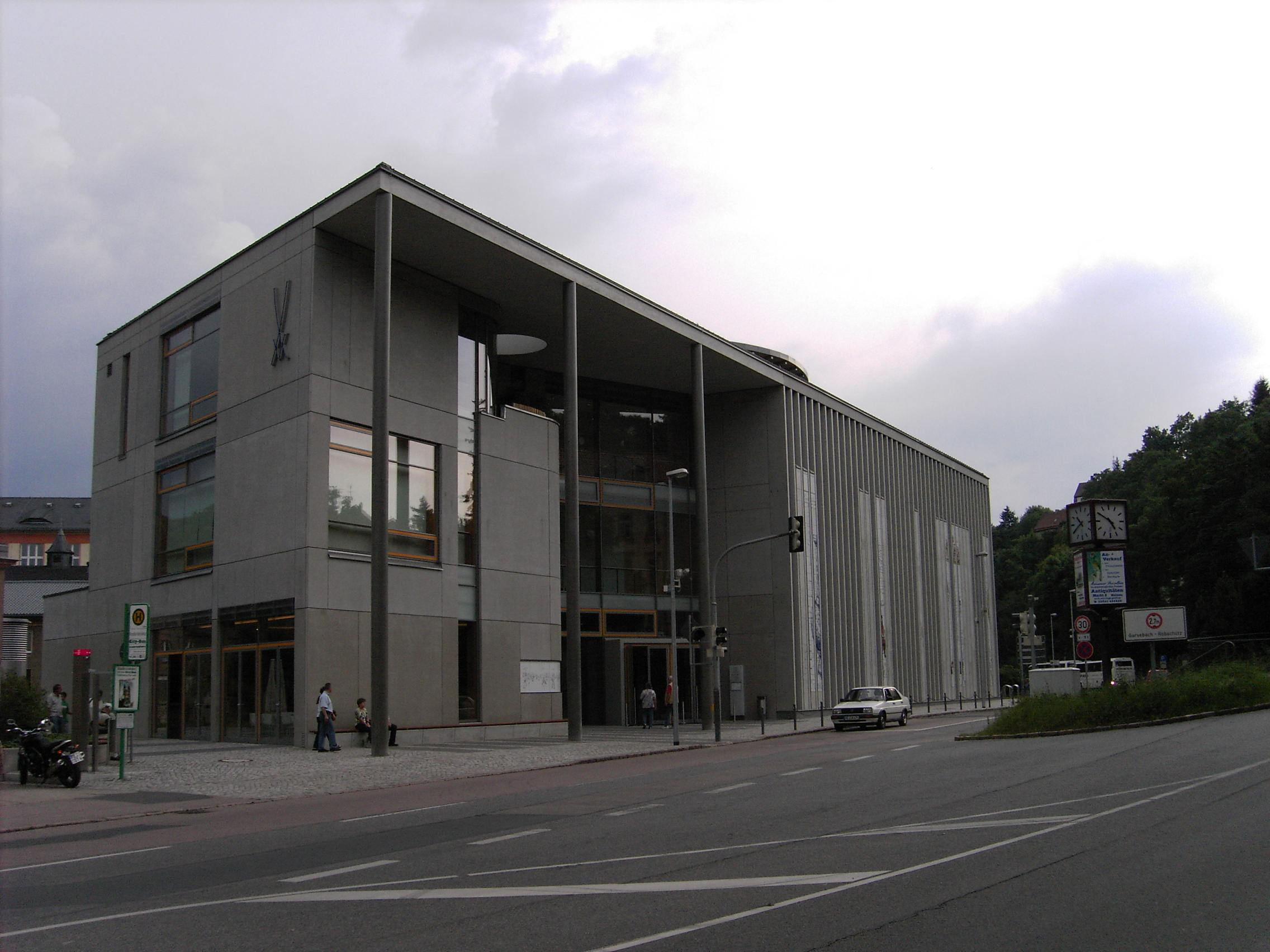
Museu de la porcellana.
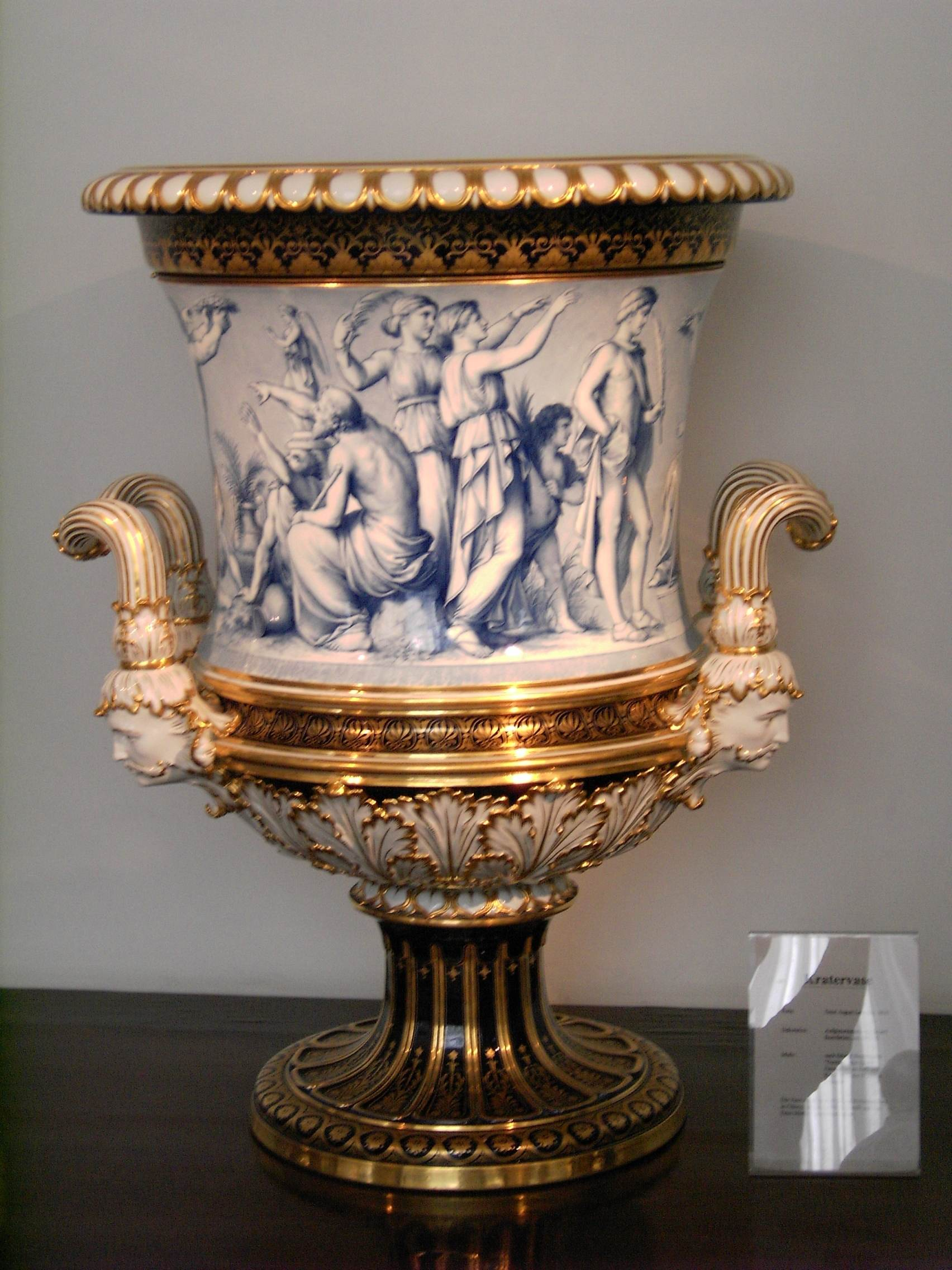
Peça del Museu de la porcellana.